# Nationalpark Traslasierra
Der Nationalpark Traslasierra befindet sich in den Sierras de Córdoba, am Rande der Sierra Grande, in der Provinz Córdoba, Argentinien. Er wurde im Jahr 2018 errichtet und gehört damit zu den jüngeren argentinischen Nationalparks. Der Park schützt vor allem die Trockenwälder des Gran Chaco, mit ihrer an das Gebirge angepassten Flora und Fauna.

## Geschichte
Der Nationalpark befindet sich in großen Teilen auf einer ehemaligen Estancia, die sich im Eigentum des Politikers Lisandro de la Torre befand. Der nachfolgende Eigentümer starb ohne Erben, sodass das Gelände an den argentinischen Staat, bzw. die Provinz Córdoba, fiel.

## Klima
Das Klima ist subtroptisch, kontinental und sehr niederschlagsarm. Die Niederschläge fallen überwiegend im Sommer und betragen über das Jahr gerade einmal 350 bis 500 mm. Die Temperaturen liegen im Jahresdurchschnitt bei etwa 20 °C, wobei die Sommer heiß bei Maxima von über 40 °C und die Winter kalt mit Nachtfrösten im einstelligen Bereich sind. In höheren Gebirgslagen sind die Niederschläge etwas ergiebiger.

## Flora und Fauna
Die Gegend ist deutlich artenärmer als der nördliche Teil des Chaco. Im Moment sind 161 Vogelarten, 24 Säugetiere und 30 Reptilienarten im Park bekannt. Darunter die Argentinische Landschildkröte, das Perlsteißhuhn, der Chaco-Adler, Magellanspecht, Ameisenbär, Chaco-Pekari und Halsbandpekari.